# Chilabothrus
Chilabothrus är ett släkte i familjen boaormar med 13 arter. Arterna listades tidigare i släktet Epicrates.
Släktets medlemmar är vanligen upp till 3 meter långa och enstaka exemplar når en längd av 4,8 meter.
Arterna förekommer på öar i Västindien. De vistas i skogar, i gräsmarker och i odlade områden. Födan utgörs av groddjur, ödlor och däggdjur. Honor lägger inga ägg utan föder levande ungar.
Arterna är:
- Chilabothrus angulifer
- Chilabothrus argentum
- Chilabothrus chrysogaster
- Chilabothrus exsul
- Chilabothrus fordii
- Chilabothrus gracilis
- Chilabothrus granti
- Chilabothrus inornatus
- Chilabothrus monensis
- Chilabothrus schwartzi
- Chilabothrus striatus
- Chilabothrus strigilatus
- Chilabothrus subflavus